# Ľubomír Zámiška
Ľubomír Zámiška (* 8. prosince 1956) byl slovenský politik za HZDS, po sametové revoluci československý poslanec Sněmovny národů Federálního shromáždění.

## Biografie
Ve volbách roku 1992 byl za HZDS zvolen do slovenské části Sněmovny národů. Ve Federálním shromáždění setrval do zániku Československa v prosinci 1992. Uvádí se bytem Prievidza. V roce 1998 mu byl udělen Řád Andreje Hlinky.
Později přešel do formace Hnutie za demokraciu. Za ni kandidoval (jako bezpartijní) neúspěšně ve volbách do Evropského parlamentu roku 2004 i v parlamentních volbách na Slovensku roku 2006. Profesně je uváděn jako asistent poslance Národní rady Slovenské republiky. V roce 2006 působil coby ředitel osobního odboru ministra školství.